# Nina Nikolajewna Gurina
Nina Nikolajewna Gurina (russisch Нина Николаевна Гурина; * 4. Junijul. / 17. Juni 1909greg. in Rostow; † 9. September 1990 in Leningrad) war eine russisch-sowjetische Prähistorikerin.

## Leben
Gurina studierte  an der Universität Moskau (MGU) in der historischen Fakultät (IstFak) mit Abschluss 1934.
Gurina war wissenschaftliche Mitarbeiterin der Museen in Kandalakscha und Petrosawodsk. Ihr Arbeitsgebiet war bereits ab 1931 die Halbinsel Kola, Karelien und die Küste des Weißen Meers. 1946 wurde sie zur Kandidatin der historischen Wissenschaften promoviert, nachdem sie am Moskauer Institut für Geschichte der Materiellen Kultur der Akademie der Wissenschaften der UdSSR (AN-SSSR) die Aspirantur absolviert hatte.
Ab 1946 leitete Gurina die Kola-Expedition des Leningrader Instituts für Archäologie der AN-SSSR (bis 1985). Unter ihrer Führung wurden etwa 400 Fundstätten der Steinzeit und der frühen Metallzeit entdeckt und untersucht. Dazu gehörten Siedlungsstätten, Gräberfelder, Felsbilder, Petroglyphen und Labyrinthe, die sie mit der Fischerei und dem Glauben der Fischer in Verbindung brachte. Insbesondere führte sie die Ausgrabungen der Siedlungen Oleneostrow und Majak II durch. Die dortigen Funde kamen in das Murmansker Oblast-Museum. Auch untersuchte sie die Petroglyphen von Tschalmny-Warre am Ponoi. 1961 wurde sie zur Doktorin der Geschichtswissenschaften promoviert. Sie erforschte die spirituelle Kultur der damaligen Menschen und deren Wanderung zur Halbinsel Kola.
Auch führte Gurina Ausgrabungen im Wolga-Gebiet (Expeditionsleiterin 1955–1983) und in Sibirien durch. 1976–1981 leitete sie die Leningrader Abteilung des Moskauer Instituts für Archäologie der AN-SSSR als Nachfolgerin Wassili Prokofjewitsch Ljubins. Ihr Nachfolger war Wadim Michailowitsch Masson.